# Северные канарейки
«Северные канарейки», иные русские названия — «Канарейки севера», «Хор ангелов»; (яп. 北のカナリアたち, кита но канариа-тати; англ. A Chorus of Angels) — японский фильм-драма с элементами детектива, поставленный режиссёром Дзюндзи Сакамото в 2012 году. Экранизация романа Канаэ Минато.

## Сюжет
Последние двадцать лет Хару работала библиотекарем в Токио и, наконец, достигла пенсионного возраста. Но до этого она была школьным учителем на самом северном из японских островов Хоккайдо. Не успела она даже подумать о том, как бы она могла наслаждаться её обретённой свободой, как в её дверь звонят двое полицейских, чтобы задать ей несколько вопросов об одном из её бывших учеников — Нобуто, который является подозреваемым в деле об убийстве. Похоже, что они нашли адрес Хару среди вещей Нобуто и очень хотят узнать о том, какие отношения у неё были с ним, и что она может знать о его нынешнем местонахождении. Хару потрясена случившимся и решает выяснить подробности на месте, вновь отправляясь на Хоккайдо спустя 20 лет. Здесь до сих пор живут и работают её повзрослевшие ученики, которым теперь под тридцать. Удобно то, что они не разъехались далеко от дома своего детства, что облегчало её задачу. Манами, единственная из её воспитанников, с которой Хару осталась в контакте, работает в парке Саробэцу, с неё-то она и начинает. Хару обходит всех — благо их немного, — Наоки работает в Саппоро, Юка воспитатель детского сада в том же городе, Манаэ стала сварщицей в порту Вакканай, а Исаму — островной полицейский.
В ходе этого путешествия в прошлое, мы узнаём, что Хару глубоко озабочена о своих шести учениках с различными проблемами и ограниченными возможностями, особенно о Нобуто, который заикается с детства и жил без родителей, воспитанный дядей. Она также приучала детей к пению, превратив их в сплочённый талантливый вокальный коллектив. Но после несчастного случая с участием одного из детей, в результате которого погиб её муж, Хару покинула остров. Годы спустя травма от её внезапного отъезда всё ещё не заживает в душах воспитанников. Что случилось? Ключом к тайне является островной полицейский Кисукэ Абэ, который боролся со своей совестью после фатального провала на службе, в результате которого погибла заложница...

## В ролях
- Саюри Ёсинага — Хару Кавасима, учительница
- Кёхэй Сибата — Юкио Кавасима, её супруг
- Тору Накамура — Кисукэ Абэ, островной полицейский
- Котаро Сатоми — Хисаси Хотта, отец Хару
- Мираи Морияма — Нобуто Судзуки
- Хикари Мицусима — Манами Тода
- Рё Кацудзи — Наоки Икусима
- Аой Миядзаки — Юка Андо
- Эйко Коикэ — Манаэ Фудзимото
- Рюхэй Мацуда — Исаму Мацуда
- Маю Харада

## Премьеры
- — национальная премьера фильма состоялась 3 ноября 2012 года в Токио[1].
- — фильм демонстрировался на Тайване с 12 апреля 2013 года[1].
- — в прокате Гонконга с  9 мая 2013 года[1].

## Награды и номинации
Премия Японской киноакадемии
- 36-я церемония вручения премии (2013)[2]

Выиграны:
- Премия за лучшую музыку к фильму — Икуко Каваи
- Премия за лучшую операторскую работу — Дайсаку Кимура
- Премия за лучшее освещение — Такаси Сугимото

Номинации в категориях:
- за лучший фильм
- за лучшую режиссёрскую работу — Дзюндзи Сакамото
- за лучший сценарий — Матико Насу
- за лучший монтаж — Синъити Фусима
- за лучшую главную женскую роль — Саюри Ёсинага
- за лучшее исполнение мужской роли второго плана — Мираи Морияма
- за лучшее исполнение женской роли второго плана — Хикари Мицусима
- за лучшую работу художника-постановщика — Мицуо Харада
- за лучший звук — Тэцуя Охаси
- за лучшую работу звукооператора — Дзюнъити Сима

Кинопремия «Майнити» (2013)
- Премия за лучшую работу звукооператора — Дзюнъити Сима

## Комментарии
1. ↑  Под названием «Северные канарейки» фильм распространён в сети Интернет на торрент-трекерах. Под названием «Канарейки севера» фильм фигурирует на некоторых сайтах, например на «КиноПоиске». Название «Хор ангелов», также встречающееся в сети исходит от английского названия в международном прокате: A Chorus of Angels.